# 台灣民謠
台灣民謠（排灣語：pinuitaiwan a na taqaljaqaljan a senay；臺羅: Tâi-uân bîn-iâu）是流傳在台灣的眾多民歌謠，集結許多傳統文化與鄉土氣息的歌謠，是由台灣社會文化、生活內涵、與民族習俗所合成的歌謠。多數的民謠都是經由民間集體創作而成，並經由口語代代相傳，因此內容與台灣社會傳統有著相當大的關聯。由於多數歌謠都是經由口傳，所以許多民謠都無從考據作者。

## 分類

### 種族與語言
台灣民謠可以依照種族與語言來分為：
- 原住民族－使用臺灣原住民族語
- 客家民謠－主要使用臺灣客家語
- 臺灣閩南話民謠－主要使用臺灣閩南話

原住民族民謠為由臺灣原住民族所流傳的民謠，雖然原住民族人口只約占總人口的2%，但是原住民族的音樂量佔有不小的比例。其中以分布於花蓮與臺東的阿美族為首。阿美族的民謠最為豐富，音樂旋律與節奏性格明顯，較多數人為接受，因此平時最常聽到的原住民族民謠便以阿美族民謠為主。
客家民謠亦稱為客家山歌，是客家文化中非常重要的一部分。依照其曲調性質可以分為老山歌、山歌仔、平板調等三類：老山歌與山歌仔是較為粗野的樸拙古調；平板調則為前兩者改良之後較為美化的歌調。近年則有客語流行音樂豐富了客家民謠的內涵。
臺灣閩南話民謠是在台灣最為風行的民謠，這是因為台灣人口中說臺灣閩南話的人佔最大比例，因此以臺灣閩南話唱的民謠具有最高的可見度，亦被最多人了解傳唱，例如褒歌。

### 傳統與創作民謠
台灣歌曲可粗分為傳統民謠與創作歌謠。
傳統民謠為作者、創作年代、產生緣由都難以加以考據的歌曲，通常帶有濃厚的民族或鄉土性，這些即是台灣民謠的一部分。創作歌謠則是創作來源資料可考的歌曲，而其下又可以細分為流行歌曲與藝術歌曲：流行歌曲是隨著時代的潮流轉變，以迎合大眾口味的歌曲為主；藝術歌曲則是詞曲皆非常講究藝術上的意境，格局較為嚴肅的歌曲，不過台灣歌曲的這一部分尚未有系統性的建立。
流行歌曲與藝術歌曲之中更可分為本土風格與非本土風格，而本土風格的歌曲由於納入了傳統民謠的精神，因此亦帶有鄉土風格，而稱之為「創作鄉土歌謠」，所以與傳統民謠一起稱為台灣民俗歌謠，即台灣民謠。有很多老歌，例如《望春風》、《燒肉粽》、《補破網》、《月夜愁》、《秋風夜雨》、《港都夜雨》、《黃昏的故鄉》等在二戰前後，民眾喜歡聽而開始流行的歌曲，雖非傳統民謠，但是因為歌曲內涵訴說人們當時的心情環境，因此到今天仍受到大眾的歡迎，這些流行老歌亦被大眾視為台灣民謠的一部分。

## 從日本歌曲改編的台灣流行歌謠
許多由台灣人翻唱、重唱或再創作的東洋歌曲亦是台灣流行歌謠的一部分，例如《心所愛的人》與《一隻小雨傘》等。

## 參閲
- 日治時期，致力採集、整理或研究台灣民謠的日人學者，目前已知的有：片岡巖、平澤平七（又名：平澤丁東）、黑澤隆潮、稻田尹。

## 相關連結
- 褒歌

## 外部連結
- 福爾摩沙音樂廳-簡上仁老師主講 （页面存档备份，存于）
- 臺南賣藥老人演唱歌仔調 （页面存档备份，存于），呂炳川錄製，臺灣音樂館典藏
- 《思想起》 （页面存档备份，存于），呂炳川1966年於恆春錄製，臺灣音樂館典藏
- 《牛尾伴》 （页面存档备份，存于），呂炳川1966年於恆春錄製，臺灣音樂館典藏